# Lucky Dube
Lucky Philip Dube (ur. 3 sierpnia 1964, zm. 18 października 2007 w Johannesburgu) – południowoafrykański muzyk reggae. Zginął zastrzelony podczas próby kradzieży jego samochodu przez bandytów.